# Protoindustria
La protoindustria è un termine usato dagli storici per indicare un modo di organizzazione delle attività extra-agricole, caratterizzato da notevole vitalità e capacità di adattamento, anche a lungo termine.

## Storia
La protoindustria si sviluppò in Europa tra il XVI e il XVIII secolo. In questo periodo, nelle aree in cui si sviluppò l'industria a domicilio con il metodo definito Verlagssystem, l'attività manifatturiera avveniva nelle botteghe artigiane o persino nelle stesse case dei contadini. Dato che la produzione artigianale era ostacolata e limitata da regolamenti corporativi, il settore dell'industria a domicilio fu quello più dinamico nell'Europa seicentesca e soprattutto primo settecentesca.
Diffusasi nelle aree rurali, dove gli abitanti possedevano una discreta o almeno minima competenza tessile, prevedeva un mercante-imprenditore che, possessore delle materie prime e, spesso, dei telai, era anche datore di lavoro delle famiglie contadine, cui affidava balle di cotone o (meglio) canapa e lino, che poi, trasformate in filato (più raramente in panni e teli), faceva ritirare da alcuni suoi agenti. In tal modo le famiglie contadine, soprattutto durante il periodo dal tardo autunno all'inizio della primavera, quando il lavoro agricolo conosceva un evidente rallentamento, potevano integrare i proventi del lavoro dei campi con quello del filatoio o del telaio.
Le caratteristiche e i maggiori vantaggi, che questo tipo di attività secondaria presentava per l'imprenditore, erano il basso costo della manodopera e la sua flessibilità. E se inizialmente la famiglia contadina restituiva direttamente agli agenti del mercante panni o teli tessuti, pur con una qualità certamente inferiore a quella che le botteghe cittadine erano in grado di fornire, con l'aumento della richiesta dei tessuti e di nuovi standard qualitativi la tessitura diventerà un'attività specializzata, sottratta alle botteghe protette dalle corporazioni artigiane cittadine, e concentrata, a partire dal XVIII secolo in grandi opifici dove operano operati tessili.
È per questa ragione che l'inizio della decadenza della protoindustria si fa coincidere con il 1713, quando John Lombe fonda uno stabilimento dotato di una macchina per lavorare la seta, impiegandovi 300 operai.